# Kronolekt
Et kronolekt er sprog, der tilhører en gruppe bestemt ud fra alder eller generation. Fx kan nogle slangudtryk være et kronolekt, da det er noget, der måske primært ville blive brugt i ens ungdom, og som man senere hen giver slip på som voksen. Det kan også være måder, som en bestemt generation udtrykker sig på til forskel fra en anden generation, men hvor betydningen er det samme. Fx kan det være, at en generations udtryk for "sejt" på engelsk var "cool", men en senere generations udtryk for "sejt" er "hot".
Det er ikke kun slang som er en del af kronolekter. Ord, som ikke er slangord, kan også ændre betydning fra generation til generation.